# Lepraria adhaerens
Lepraria adhaerens är en lavart som beskrevs av K. Knudsen, Elix & Lendemer. Lepraria adhaerens ingår i släktet Lepraria och familjen Stereocaulaceae.   Inga underarter finns listade i Catalogue of Life.